# Municipio de Marshall (condado de Taylor)
El municipio de Marshall (en inglés: Marshall Township) es un municipio ubicado en el condado de Taylor en el estado estadounidense de Iowa. En el año 2010 tenía una población de 214 habitantes y una densidad poblacional de 2,31 personas por km².

## Geografía
El municipio de Marshall se encuentra ubicado en las coordenadas 40°45′46″N 94°38′52″O / 40.76278, -94.64778. Según la Oficina del Censo de los Estados Unidos, el municipio tiene una superficie total de 92.56 km², de la cual 92,1 km² corresponden a tierra firme y (0,5 %) 0,46 km² es agua.

## Demografía
Según el censo de 2010, había 214 personas residiendo en el municipio de Marshall. La densidad de población era de 2,31 hab./km². De los 214 habitantes, el municipio de Marshall estaba compuesto por el 99,07 % blancos, el 0,47 % eran amerindios y el 0,47 % eran de una mezcla de razas. Del total de la población el 2,34 % eran hispanos o latinos de cualquier raza.